# ドイツ航空省
座標: 北緯52度30分31.31秒 東経13度23分2.4秒 / 北緯52.5086972度 東経13.384000度

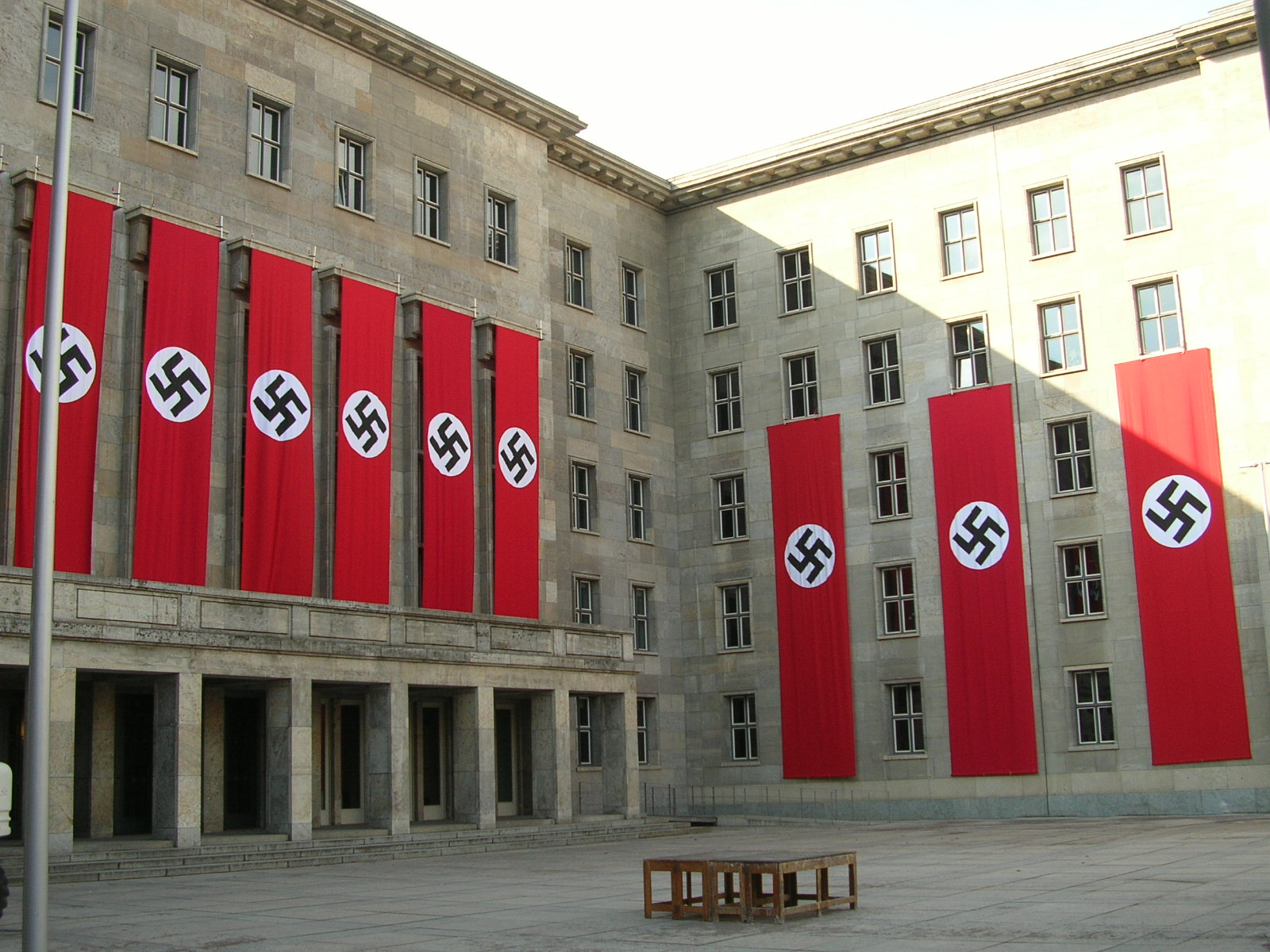
映画『わが教え子、ヒトラー』撮影の際に再現されたドイツ航空省中庭

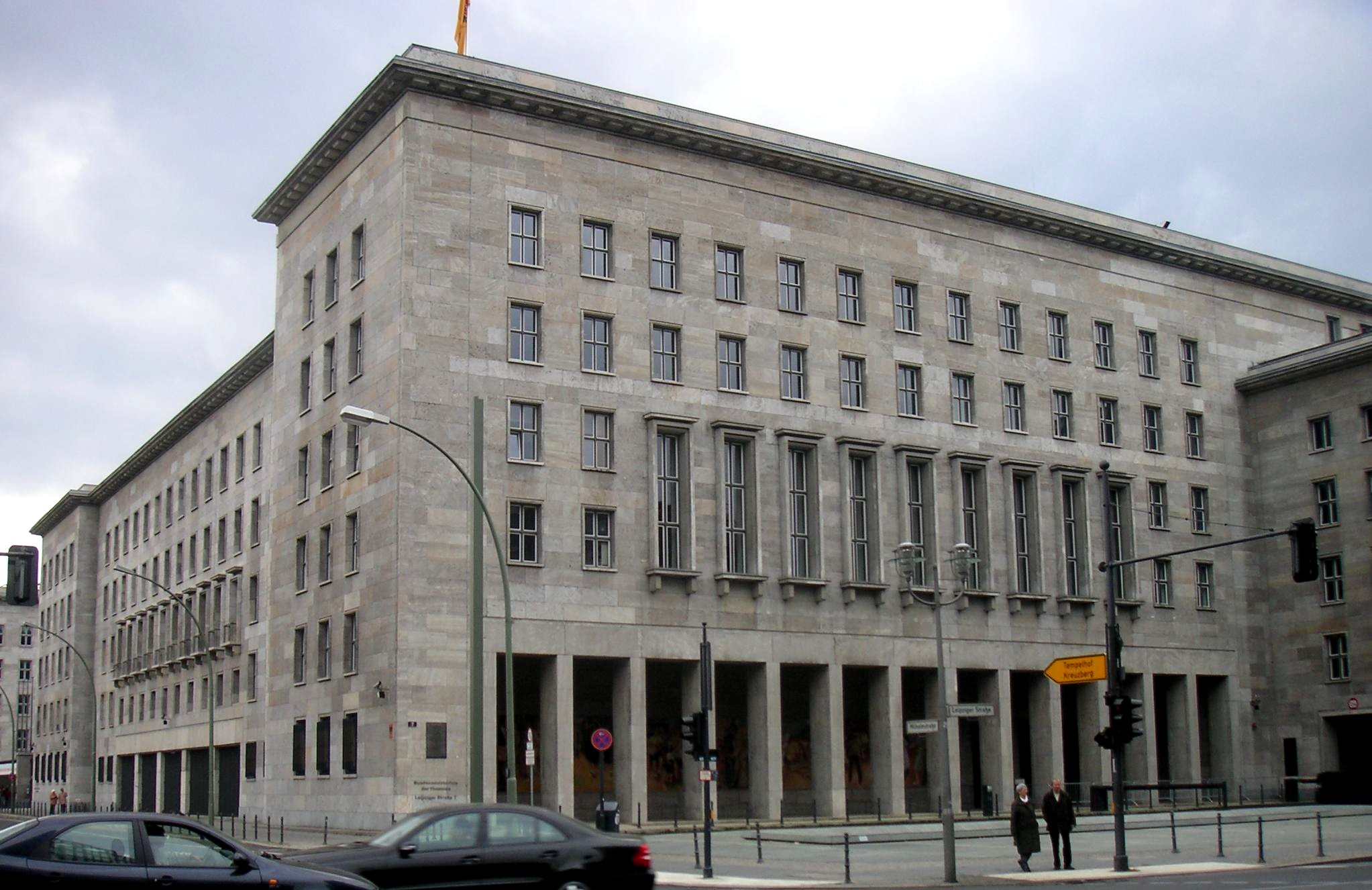
ドイツ連邦財務省ビル（かつての航空省庁舎ビル）

ドイツ航空省（ドイツこうくうしょう、独: Reichsluftfahrtministerium, 略称RLM）は、ナチス時代のドイツに存在した政府機関（1933年 - 1945年）で、主に航空機の開発と生産を統括していた。庁舎はベルリンのヴィルヘルム通りに置かれていた。

## 創設期
ドイツ航空省は、1933年4月に前身であるドイツ航空委員会から設立された。ドイツ航空委員会はゲーリングの主導でその2ヶ月前に軍備を禁じられたドイツの航空戦力充実のための隠れ蓑として設立されていた。航空委員会の管理部門には、陸軍から移籍してきたアルベルト・ケッセルリンクがいた。この時期において航空省は、ゲーリングの個人的なスタッフの集まり同然の組織であった。
航空省は、最初の活動として世界恐慌のあおりを受けて経営不振に陥っていたフーゴー・ユンカースが所有する航空機製造会社を国営化し、特許などの権利を接収した。

## ドイツ空軍の誕生とその後

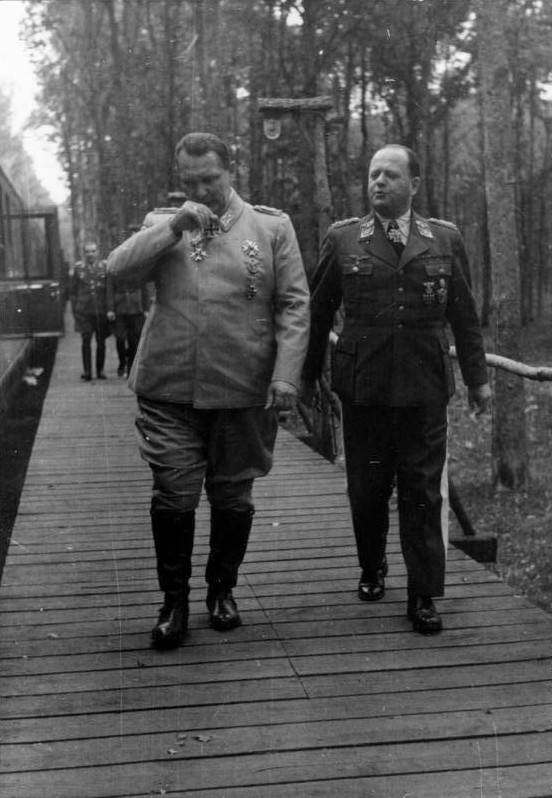
ゲーリングとミルヒ。1940年。

ドイツ国防相ヴェルナー・フォン・ブロンベルクは、航空戦力の重要性を考えると、もはや陸軍附属の組織として運営したのでは十分に機能することができないと判断した。1933年5月、ブロンベルクは陸軍航空部門(Luftschutzamt)を航空省へと移管した。これがドイツ空軍（Luftwaffe）の誕生であると考えられている。航空省はより大きな組織へと変化しつつ、二つの大きな部門、すなわち軍用機部局(LA)と民間航空部局(LB)を持つようになった。
エアハルト・ミルヒが初代次官に就任し、直接軍用機部局を統括することになった。
9月には部局間の重複を減らす目的で組織の再編が行われた。主な変更点は民間航空部局内にあった人事部および研究開発部を独立させたことである。再編の結果として航空省は6つの部局、すなわち軍用機部局(LA)、民間航空部局(LB)、技術開発部局(LC)、生産部局(LD)、訓練・人事部局(LP)、中央司令部局(ZA)を擁することになった。さらに、1934年には補給・兵站部局(LZM)が加えられた。
1936年6月にはエルンスト・ウーデットが技術開発部局長に就任している。
1939年の第二次世界大戦勃発以降のドイツ空軍の急速な成長に伴い、航空省もゲーリング一人がコントロールすることができない程大きくなっていった。この時期には必要とされる航空機の開発は遅れ、機体やエンジンの生産も不振で、慢性的な機能不全を呈するようになっていた。1943年、軍用機生産の責任者がミルヒから軍需相のアルベルト・シュペーアに替わると状況は劇的に改善された。シュペーアは硬直化した組織を風通しのよいものに変え、必要な改革を急速に進めた。その結果、航空機の生産数は跳ね上がり、1944年には米英軍の激しい空襲の中、ドイツの航空機生産量は最大に達した。
航空省は、ナチス・ドイツ敗戦の日まで様々なドイツ軍航空機の開発・製造に支配的な影響を与え続けた。

## 庁舎

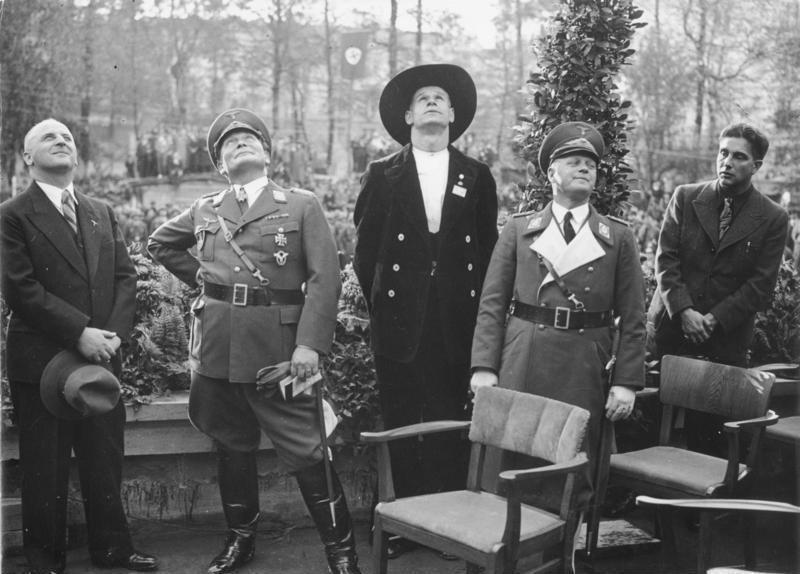
航空省庁舎の建設を見守る航空省幹部。左からザーゲビール、ゲーリング、一人置いてミルヒ。1935年10月。

航空省の入っていた建物は、ゲーリングの命令で（のちにゲルマニア計画の一部として）1935年9月から1936年8月の間に建設され、当時ではヨーロッパで最も巨大なオフィスビルであった。テンペルホーフ空港の設計を行ったエルンスト・ザーゲビール（de:Ernst Sagebiel）が手がけた。
第二次世界大戦後は東ベルリンに属し、ソ連軍占領時代には自治組織であるドイツ経済委員会 (Deutsche Wirtschaftskommission：DWK)の庁舎として、東ドイツ成立後は政府の庁舎として使われた。現在では、かつての信託庁（de:Treuhandanstalt、東ドイツの国営企業を整理するための信託公社）長官で、1991年に暗殺されたデトレフ・ローヴェッダーの名からde:Detlev-Rohwedder-Hausと名づけられ、ドイツ連邦財務省(de:Bundesministerium der Finanzen)が入っている。